# つり球
『つり球』（つりたま、tsuritama）は、A-1 Pictures制作による日本のテレビアニメ作品。2012年4月から6月までフジテレビ「ノイタミナ」枠で放送された。

## 概要
江の島を舞台にしたSF青春フィッシングストーリー。『モノノ怪』『空中ブランコ』『C』の中村健治監督による原作のないアニメオリジナルストーリー。キャラクターデザインは『センコロール』で注目された宇木敦哉。真田ユキ役の逢坂良太はアニメ初主演。公式Twitterでは宇宙人に関する情報を募集した。
タイトルロゴは手書きのラフ案の歪な字体をトレースしてオリジナルの手作り感を演出したものとし作品の自由な雰囲気に合わせロゴがオープニング映像でばらばらになる表現も取り入れられカラーリングは本編のカラフルな色彩に合うように一色で黒のほか江ノ島と空や海をイメージした青や主人公真田ユキの髪色をイメージしたレッドが用意された。また初期には魚や古代中国の碑文をイメージした案や、最終段階の前には「つ」の一部に釣り針をイメージした突起を付けた案もあった。
ノイタミナ放送最後には毎週視聴者参加によるアテレコ選手権を開催。
2020年、新型コロナウイルスの影響による「富豪刑事」の放送延期に伴う臨時措置として、4月より同枠にて再放送された。

## あらすじ
高校生の真田ユキは祖母のケイトと神奈川県の湘南・江の島に引っ越して来た。地元の高校に転入した日、自称宇宙人のハルも釣り竿を持って同じクラスに転入。ハルはユキの家に同居することになり、ユキに釣りをしようと誘う。ハルは水鉄砲の力でユキを連れ出し、宇佐美夏樹に釣りを教えさせる。ハルの妹ココにも脅され、仕方なく釣りをはじめたユキは、夏樹の厳しいレクチャーを受けるうち、釣りの魅力にはまってゆく。
高校にハルを監視するアキラ・アガルカール・山田も転入してくる。ユキは釣り具を購入するため、ハル、夏樹の3人で釣り船のアルバイトをする。バイト中、ユキたちは地元の人たちが近寄らない人工魚礁・明海（あけみ）の存在を知る。退院するケイトのため、ユキはマグロを釣ろうと計画。アキラの船で明海に近づきマグロを釣り上げるが、巨大なナブラ（魚群）に呑まれそうになり、ハルは圧倒される。
ユキはバイト代で釣り具一式を揃えるが、ハルはなぜかもう釣りはしないと言い出す。夏樹の誕生日、みんなで釣り船に乗り誕生日を祝うが、夏樹は父親と大喧嘩になり、妹のさくらが一時行方をくらます騒動になる。
アキラはハルとココに地球に来た理由を問いただす。ハルはあちこちの海で悪さをする「あいつ」を人間のユキに釣らせるつもりだったが、その強さに心くじけたのだった。アキラは「あいつ」がDUCKが追うJFXと確信。
「あいつ」が江の島に近づき、漁民たちがあやつられ江の島踊りをはじめる現象が起きる。その上、台風が近づいていた。DUCKの戦闘部隊が上陸し、江の島の住民を避難させ、水に触れることを禁じる。アキラはDUCKのハル捕獲計画に反対し、作戦から外される。ハルとココは「あいつ」に立ち向かうがココがナブラになってしまう。ヤケになったハルはユキとケイトに水鉄砲を撃ち、名古屋行の新幹線に乗せる。
ユキは夜行バスで江の島に戻り、ハルを説得。DUCKの隊員も「あいつ」にあやつられ、イージス艦のミサイルを誤射してしまう。ユキ、ハル、夏樹、アキラは釣り船を出し、神社に伝わるルアーで「あいつ」を釣り上げようとするが、失敗しルアーが壊れる。
ユキは天女と「友なるもの」が龍を釣り上げたという伝説をもう一度考え直し、ハルをルアーにして海に投げ込む。4人の協力で「あいつ」は釣りあげられ、DUCKの乾燥機でウララと名乗る宇宙人になった。ハルはココ、ウララと江の島から母星へと帰還する。
半年後の春、夏樹はバスプロになるためアメリカに留学中。アキラは地球で釣りを続けている。ユキのクラスには転校生がやってくる。一人はウララ、もう一人は釣り竿を持ったハルだった。

## 登場人物
真田 ユキ（さなだ ゆき）
声 - 逢坂良太
本作の主人公。江の島に引っ越して来た男子高校生。物語開始当初は2年生。赤髪。フランス人のクォーターで、英語とフランス語がペラペラ。祖母のケイトと2人暮らし。リールは左手巻き。
転校を繰り返しているせいか他者とのコミュニケーションが苦手で、友人の出来たためしがない。祖母思いで、ケイトの前では学校でうまくやっているように振る舞うが、大抵は一人でいるため、よくスマートフォンをいじっている。緊張や焦燥によって表情がひどく強張ることから、「般若」や「オコゼ」などと言われる。
様々なプレッシャーからしばしば溺れるような感覚を味わっているが、ハルに「世界を救うために」と言われ成り行きで始めた釣りの最中、水中から抜け出すような初めての感覚を味わう。釣りという夢中になれることを見つけ、仲間を見つけ、そして夏休みに青春丸でバイトを行ったことをきっかけに見違えるような変化を見せる。
身長172センチ。体重58キロ。3月31日生まれ。O型。
ハル
声 - 入野自由
ユキと同じ日、同じクラスに釣竿を携えて転入してきた、金髪の少年。自称：宇宙人。リールは左手巻き。「宇宙から地球へ釣りをしにやって来た」と語り、ユキを強引に釣りに誘うが、釣りに関する知識も技術も素人そのもの。ユキを追って真田家に押しかけ同居することになる。明るい性格でテンションが高く、所構わず奇矯な言動をとる。誰に対しても屈託なく接し、同居人のユキさえ知らぬ間に江の島で大勢の知り合いを作っていた。
持っている水鉄砲で撃った相手を操る（撃たれた相手はその間の記憶が途切れる）力を持つが、ユキに使わないと約束させられる。明海での異変に際して豹変し、水鉄砲を使って江ノ島踊りをさせた。
もともとは水を使ってコミュニケーションをする宇宙人で、水を通して人間に話しかけると人間を操ることが出来る。大昔に地球に訪れた仲間＜アイツ＞が江の島の海底に潜伏し人間や船を操り悪さをしているので、＜アイツ＞を捕まえ星に返すために江の島へ来る。自分達が近づくと影響を受けおかしくなる為、釣り上げ海から出すためにユキに協力を求めていた。
身長168センチ。体重50キロ。自称4月1日生まれ。B型。
宇佐美 夏樹（うさみ なつき）
声 - 内山昂輝
江の島の釣具店＜HEMINGWAY＞でアルバイトをしている地元出身の高校生。黒髪。黒縁メガネ。リールは右手巻き。釣りが大好きでプロ並みの腕前を持ち、その方面では「釣り王子」と呼ばれているが、学校ではそのことを隠している。ユキ、ハルへの釣り指導は的確かつ厳しい。いつも苛立っているが、妹・さくらに対してはあからさまに態度が柔らかくなる。母が死んでまもなく違う女性と結婚しようとしている父・保に対してわだかまりを抱えている。また、バスプロになる夢を持ちつつ店の事を気にし、地元を離れられずにいる。釣りに対して真剣になったユキとの仲も縮まっていき、面倒見のよさを発揮する。歩を「兄貴みたいな人」と慕う。
身長178センチ。体重57キロ。8月28日生まれ。A型。
アキラ・アガルカール・山田（アキラ・アガルカール・やまだ）
声 - 杉田智和
タピオカという名前のアヒルを連れた、神出鬼没のインド人風の青年。黒髪にターバン。リールはステラ使用。異星人を調査･捕獲する組織＜DUCK＞に所属する構成員で、しらすカレー屋に潜伏しハルの動向を監視している。さらにハルに張りつくべく、25歳にもかかわらずユキのクラスに転入した。神隠しに強い興味を抱いている様子。
釣り好きで釣具に詳しく、＜HEMINGWAY＞にも出入りするようになる。冷静に振る舞っているが、釣りに関しては言動が熱を帯びる。嫌味な発言が多いせいか、友達がいないことを夏樹に暴かれている。
身長185センチ。体重75キロ。11月3日生まれ。AB型。
ココ
声 - 加藤英美里
ハルと時を同じくして江ノ島にやって来た少女。ハルを「兄ちゃん」と呼び、度々助言を与えている。桃色の髪と眼鏡が特徴。個性的な服装をしており、様々な方言を混ぜて喋る。イルカ型の水鉄砲を持っており、半ば脅すようにユキを釣りへと向かわせる。ある魚をユキが釣り上げないと星に帰れないらしい。ハルと比べると冷静で現実的であり、釣りに前向きにならないユキを見限ってハルに別人を探すよう促すこともあった。
身長156センチ。スリーサイズはB89・W60・H91。
島野 海咲（しまの みさき）
声 - 冨永みーな
釣具店＜HEMINGWAY＞の女店主。26歳。明るくドライな性格。釣具の解説を始めると止まらない。歩の好意に気付いているが、曖昧な態度を取っており、時にその好意を利用することも。
身長168センチ。スリーサイズはB95・W62・H90。
宇佐美 さくら（うさみ さくら）
声 - 小倉唯
夏樹の妹。小学4年生の割に大人びており、しっかり者。兄と父がぎくしゃくしていることに胸を痛めており、間を取り持とうと健気に頑張っている。真理子に懐き仲良くしており、新しい母親となることに抵抗は無いようだが、内心では亡き母親を慕っている。
身長144センチ。
宇佐美 えり香（うさみ えりか）
声 - 山本希望
高校の女子生徒。転入初日のユキと同じ電車に乗り合わせ、向かいの席で「般若」になる彼を目の当たりにする。学校でもユキの隣の席。趣味はサーフィン。平八の孫娘で、夏休みには神社で巫女もやっている様子。夏樹とはいとこ同士。料理は下手だが自覚は無い。
身長165センチ。スリーサイズはB90・W58・H87。
真田 ケイト（さなだ ケイト）
声 - 平野文
ユキの祖母でフランス人。67歳。明朗快活で大らか。江の島の観光施設で働くため、ユキを連れて宮城から新居に引っ越す。ものの考え方がかなり個性的で、ときどき突拍子もない決断をし、そんな時はユキにも止められない。ハルの同居も条件を一つだけ付け、あっさりと快諾した。病気を患っており、よく入院している。
身長168センチ。
井上 歩（いのうえ あゆみ）
声 - 細見大輔
釣り船＜青春丸＞の船長。33歳。自称大物釣りが得意。いかつい風貌ながら面倒見のいい性格で、夏樹に加えてユキやハルをアルバイトとして雇う。海咲に想いを寄せており、海咲から褒められると嬉しさのあまり走って絶叫しに行く癖がある。
身長180センチ。
宇佐美 平八（うさみ へいはち）
声 - 古川登志夫
えり香・夏樹・さくらの祖父のファンキーなお爺さんで、江島神社の宮司。町長も務めている。龍と神隠しの伝説を信じており、近ごろ胸騒ぎがすると語る。釣りも嗜んでいる。ダジャレ好き。
宇佐美 保（うさみ たもつ）
声 - 斎藤志郎
定食屋＜元祖しらす亭＞を経営する、夏樹とさくらの父。妻は他界している。夏樹の態度が冷たくとも陽気に接し、アキラの船が異変に見舞われた際には夏樹を案じて江の島周辺の港を捜し回っていた。
身長175センチ。
本田 真理子（ほんだ まりこ）
声 - 浅野まゆみ
＜元祖しらす亭＞に勤めており、保と親密な仲。29歳。夏樹からは避けられてしまい遠慮がちだが、さくらからはよく懐かれ、実の親子同然の関係になっている。
身長166センチ。
タピオカ
声 - 杉田智和
アキラのバディであるアヒル。メス。アキラの良き理解者。＜DUCK＞は一定階級以上になると好きなアヒルをバディとして選べるという制度がある。
店長
声 - 山本希望
＜HEMINGWAY＞の飼い猫。オス。太っていて目つきも悪いふてぶてしい容姿をしている。タピオカとは威嚇し合っている。
宇佐美 しのぶ（うさみ しのぶ）
2年前に他界した、保の妻で夏樹・さくらの母親。彼女の生前は、夏樹と保も一緒に釣りに行くなど仲が良かった様子。
直接的な登場は無いが、仏壇の遺影で容姿がうかがえる。
伊藤 エミ/ユミ（いとう えみ/ゆみ）
えり香のサーフィン仲間の双子の姉妹。ユキらと同クラスで、教室でもえり香と3人で居ることが多い。サーフィンに来たところでユキのキャスティングの練習を目撃している。
DUCK上司
声 - 中谷一博
＜DUCK＞幹部の一人でアキラ直属の上司。コードネームは「ジョージ・エース」。ロンドン出身。規則外の行動を取るアキラに高圧的に当たる。当初は通信でアキラの報告を受けるだけだったが、ハルと打ち解けていくアキラと力を増す＜JFX＞の前に強行的な作戦を決行し、指揮のため来日する。
アキラの部下たち
アキラと同じく江の島に派遣された4人の＜DUCK＞メンバー。
もみあげの男が「佐藤」、顎髭の男が「田中」、小太りの男が「鈴木」、マフラーの男が「村田」。
DUCK幹部
＜DUCK本部評議会＞のメンバー。上記の「ジョージ・エース」を含み6人いる。「ジョージ・エース」以外のメンバーは、髭を生やした男性「ビッグ・D!」、緑のスーツを着た黒人の男性「ゲイリー・キング」、青いドレスを着た長身の女性「レイコ・ジョーカー」、ピンクの髪で小柄な女性「ヒラリー・クイーン」、水色の髪で赤い衣装を着た女性「ミーナ・ジャック」の5人。
作中後半にて「ビッグ・D!」を除いたメンバーが、「ジョージ・エース」の作戦失敗を受けて対＜JFX＞戦線補佐のために来日した。
ウララ
声 - 櫻井孝宏
今回の騒動の原因となった宇宙人。＜DUCK＞からは＜JFX＞と呼ばれている。江の島では漁礁・明海に巨大なナブラを作り人を寄せ付けなかった。釣りあげられたときは小さな魚の姿だったが、アキラから乾燥機の熱風を吹き付けられるとシャイな青年に変身した。
身長181センチ、体重58キロ、B型、2月27日生まれ。好きな食べ物は麩菓子と赤出汁。

## 用語
HEMINGWAY（ヘミングウェイ）
海咲が店主をつとめる、喫茶店を併設した釣具店。
DUCK（ダック）
アキラをはじめターバン姿の男たちが所属している組織。バミューダシンドロームと呼ばれる現象を重要案件として扱っているらしい。正式名称は Defensive Universal Confidential Keepers。ターバンとサングラスは組織の制服的なもの。本部はドバイにある。
明海（あけみ）
江の島の沖合にある人工の漁礁。多くの魚が密集しているようだが、過去に近辺で漁船が消えたという話があり、地元民は決して近づかない。マグロを釣ろうと向かったユキらが異変に見舞われる。
龍と神隠し
平八がアキラに語った、「神隠しを起こす龍とそれを鎮める天女」の話。江の島に古くから伝わっている話だという。
実際の伝説では天女と五頭の龍であり、平八はただ「龍」と話しているが、このシーンでは背景に五頭の龍の置物が置かれている
また、このシーンで登場する巻物は、実際に辺津宮に宝蔵されている「江ノ島縁起」をモチーフにしていると考えられる。
宇宙人（ハル達の種族）
元々は魚に良く似た姿をしている。水を使って人間や魚、同属をコントロールすることが出来、その際には頭に三角のリングが浮かぶこともある。地上では人間の姿をしているが、言動や服装は普通の人と比べてやや変わっていたりする。あまり長い間水に触れずにいると、体が乾いて弱ってしまう。

## スタッフ
- 監督 - 中村健治[5]
- 助監督 - 木村延景
- シリーズ構成 - 大野敏哉[5]
- キャラクターデザイン - 宇木敦哉[5]
- アニメーションキャラクターデザイン・総作画監督 - 高橋裕一
- エフェクトアニメーション - 橋本敬史
- 釣り監修 - 高田晃
- 衣装デザイン - 冨田収子
- 美術デザイン - 倉橋隆[5]、保坂有美[5]
- 色彩設計 - ホカリカナコ[5]
- 撮影監督 - 黒岩悟[5]
- 編集 - 西山茂
- 音楽 - 栗コーダーカルテット[5]
- 音響監督 - 長崎行男[5]
- アニメーションプロデューサー - 大松裕
- チーフプロデューサー - 山本幸治
- プロデューサー - 南成江、木村誠
- 制作 - A-1 Pictures[5]
- 制作 - tsuritama partners（アニプレックス、フジテレビジョン、電通）

## 主題歌
オープニングテーマ「徒然モノクローム」
作詞 - 加藤慎一 / 作曲 - 山内総一郎 / 編曲・歌 - フジファブリック
エンディングテーマ「空も飛べるはず」
作詞・作曲 - 草野正宗 / 編曲 - マウマウ 324P / 歌 - さよならポニーテール

## 各話リスト
| 話数   | サブタイトル             | 脚本     | 絵コンテ                              | 演出                                | 作画監督 |
| ------ | ------------------------ | -------- | ------------------------------------- | ----------------------------------- | --- |
| #1     | テンパってフィッシング   | 大野敏哉 | 中村健治、木村延景 柳屋圭宏           | 木村延景 高島大輔                   | 高橋裕一、岡崎洋美 |
| #2     | 悔しくてユニノット       | 大野敏哉 | 羽多野浩平                            | 柳屋圭宏 木村延景                   | 松本文子、古住千秋 |
| #3     | 寂しくてキャスティング   | 大野敏哉 | 松尾慎                                | 榎本守 下司泰弘                     | 須藤智子、山口真未 |
| #4     | ムカついてランディング   | 大西信介 | 伊藤秀樹                              | 伊藤秀樹                            | 伊藤秀樹 |
| #5     | へこたれてジャーキング   | 待田堂子 | 小寺勝之 木村延景                     | 西片康人 小野田雄亮                 | 猪口美緒、伊藤香織 |
| #6     | 戦慄のスプラッシュ       | 大西信介 | 和田高明                              | 和田高明                            | 松本文子 |
| #7     | 切なくてカウントダウン   | 大野敏哉 | 堀之内元 木村延景                     | 柳屋圭宏 矢野孝典                   | 須藤智子 |
| #8     | 嬉しくてファイティング   | 大野敏哉 | 上杉美菜                              | 奥野耕太 榎本守                     | 松本文子、須藤智子 |
| #9     | 衝撃のアンダーウォーター | 大西信介 | 羽多野浩平                            | 羽多野浩平 高橋順                   | 猪口美緒 |
| #10    | 俺たちのタックル         | 待田堂子 | 角銅博之 木村延景                     | 橋本アキラ 岡田堅二朗               | 松本文子、猪口美緒、古住千秋 伊藤香織、今木宏明、岡崎洋美 冨田収子、清水祐実、瀬川真矢 嶋田真恵、山本篤志                    |
| #11    | 伝説のビッグフィッシュ   | 大野敏哉 | 角銅博之、上杉美菜 木村延景、柳屋圭宏 | 木村延景 柳屋圭宏                   | 高橋裕一、嶋田真恵、須藤智子 今木宏明、猪口美緒、冨田収子 松本文子、古住千秋、伊藤香織 岡崎洋美、近藤圭一、山本篤志 清水祐実 |
| 最終回 | さよならのフィッシング   | 大野敏哉 | 和田高明、伊藤秀樹 堀之内元、中村健治 | 伊藤秀樹、榎本守 柳屋圭宏、中村健治 | 松本文子、須藤智子、岡崎洋美 古住千秋、今木宏明、伊藤香織 猪口美緒、山本篤志、嶋田真恵 冨田収子、近藤圭一、伊藤秀樹          |

## 放送局
本放送では北海道文化放送とフジテレビTWO以外は原則として、ノイタミナ枠第2部としての番組となる。
| 放送地域   | 放送局                       | 放送期間                | 放送日時           | 放送系列       | 備考                         |
| ---------- | ---------------------------- | ----------------------- | ------------------ | -------------- | ---------------------------- |
| 関東広域圏 | フジテレビ                   | 2012年4月12日 - 6月28日 | 木曜 25:15 - 25:45 | フジテレビ系列 | 製作委員会参加               |
| 中京広域圏 | 東海テレビ                   | 2012年4月12日 - 6月28日 | 木曜 26:35 - 27:05 | フジテレビ系列 |                              |
| 佐賀県     | サガテレビ                   | 2012年4月13日 - 6月29日 | 金曜 25:35 - 26:05 | フジテレビ系列 |                              |
| 福岡県     | テレビ西日本                 | 2012年4月13日 - 6月29日 | 金曜 26:35 - 27:05 | フジテレビ系列 |                              |
| 山形県     | さくらんぼテレビ             | 2012年4月14日 - 6月30日 | 土曜 25:35 - 26:05 | フジテレビ系列 |                              |
| 秋田県     | 秋田テレビ                   | 2012年4月14日 - 6月30日 | 土曜 26:05 - 26:35 | フジテレビ系列 |                              |
| 鹿児島県   | 鹿児島テレビ                 | 2012年4月14日 - 6月30日 | 土曜 26:05 - 26:35 | フジテレビ系列 |                              |
| 熊本県     | テレビ熊本                   | 2012年4月14日 - 6月30日 | 土曜 26:35 - 27:05 | フジテレビ系列 |                              |
| 福島県     | 福島テレビ                   | 2012年4月16日 - 7月2日  | 月曜 25:40 - 26:10 | フジテレビ系列 |                              |
| 広島県     | テレビ新広島                 | 2012年4月16日 - 7月2日  | 月曜 26:15 - 26:45 | フジテレビ系列 |                              |
| 愛媛県     | テレビ愛媛                   | 2012年4月17日 - 7月3日  | 火曜 25:05 - 25:35 | フジテレビ系列 |                              |
| 新潟県     | 新潟総合テレビ               | 2012年4月17日 - 7月3日  | 火曜 26:00 - 26:30 | フジテレビ系列 |                              |
| 宮城県     | 仙台放送                     | 2012年4月17日 - 7月3日  | 火曜 26:15 - 26:45 | フジテレビ系列 |                              |
| 近畿広域圏 | 関西テレビ                   | 2012年4月17日 - 7月3日  | 火曜 26:28 - 26:58 | フジテレビ系列 |                              |
| 岩手県     | 岩手めんこいテレビ           | 2012年4月18日 - 7月4日  | 水曜 26:20 - 26:50 | フジテレビ系列 |                              |
| 静岡県     | テレビ静岡                   | 2012年4月19日 - 7月5日  | 木曜 25:40 - 26:10 | フジテレビ系列 |                              |
| 日本全域   | BSフジ                       | 2012年4月28日 - 7月21日 | 土曜 26:30 - 27:00 | BS放送         |                              |
| 北海道     | 北海道文化放送               | 2012年4月29日 - 7月15日 | 日曜 25:45 - 26:15 | フジテレビ系列 |                              |
| 日本全域   | フジテレビTWO ドラマ・アニメ | 2013年5月11日 - 6月15日 | 土曜 20:00 - 20:48 | CS放送         | 2話連続放送 リピート放送あり |

| 放送期間               | 放送時間                     | 放送局             | 対象地域       | 備考 |
| ---------------------- | ---------------------------- | ------------------ | -------------- | ---- |
| 2020年4月23日 - 7月9日 | 金曜 0:55 - 1:25（木曜深夜） | フジテレビ         | 関東広域圏     |      |
|                        |                              | 岩手めんこいテレビ | 岩手県         |      |
|                        |                              | さくらんぼテレビ   | 山形県         |      |
|                        |                              | 福島テレビ         | 福島県         |      |
|                        |                              | サガテレビ         | 佐賀県         |      |
|                        | 金曜 1:15 - 1:45（木曜深夜） | テレビ愛媛         | 愛媛県         |      |
|                        | 金曜 1:20 - 1:50（木曜深夜） | 秋田テレビ         | 秋田県         |      |
|                        | 金曜 1:30 - 2:00（木曜深夜） | 長野放送           | 長野県         |      |
|                        | 金曜 1:35 - 2:05（木曜深夜） | テレビ静岡         | 静岡県         |      |
|                        | 金曜 1:45 - 2:15（木曜深夜） | 新潟総合テレビ     | 新潟県         |      |
|                        |                              | テレビ熊本         | 熊本県         |      |
|                        | 金曜 1:55 - 2:25（木曜深夜） | 仙台放送           | 宮城県         |      |
|                        |                              | テレビ新広島       | 広島県         |      |
|                        |                              | テレビ西日本       | 福岡県         |      |
|                        | 金曜 2:00 - 2:30（木曜深夜） | 鹿児島テレビ       | 鹿児島県       |      |
|                        | 金曜 2:10 - 2:40（木曜深夜） | 東海テレビ         | 中京広域圏     |      |
|                        | 金曜 2:25 - 2:55（木曜深夜） | 関西テレビ         | 近畿広域圏     |      |
| 2020年4月25日 -        | 土曜 16:25 - 16:55           | 福井テレビ         | 福井県         |      |
| 2020年4月27日 -        | 火曜 1:25 - 1:55（月曜深夜） | 山陰中央テレビ     | 鳥取県・島根県 |      |

## WEBラジオ
『つり球ラジオ（仮）』として2012年4月4日に、音泉にてプレ配信（第0回）が開始。リスナーからラジオタイトルを募集し、2012年4月18日の第1回配信で『つり球ラジオ 好き勝手トーキング!』に決定した。第1回以降、2012年6月27日（第11回）まで毎週水曜更新された。
パーソナリティ
- 逢坂良太（真田ユキ 役）、入野自由（ハル 役）

コーナー担当
- 内山昂輝（宇佐美夏樹 役）、杉田智和（アキラ・アガルカール・山田 役）

ゲスト
- 第7回、第8回 - 内山昂輝

ラジオCD
- 『つり球ラジオ 好き勝手トーキング! Vol.1』タブリエ・コミュニケーションズ、2012年6月27日発売。 - 第0回から第3回を収録。
- 『つり球ラジオ 好き勝手トーキング! Vol.2』タブリエ・コミュニケーションズ、2012年8月29日発売。 - 杉田智和を特別ゲストに迎えた新規録りおろしを収録。第4回から第11回をMP3にて収録。

## 書籍
- 櫂末高彰『つり球 SF -Short Films-』エンターブレイン、2012年7月30日発売。ISBN 978-4047280809。
- 大野敏哉『つり球』メディアファクトリー、2012年8月10日発売。ISBN 978-4840146647。 - 『ダ・ヴィンチ』2012年5月号から7月号まで連載された小説に加筆し文庫化。
- 『つり球完全設定資料集』エンターブレイン、2012年8月31日発売。ISBN 978-4047281486。
- 『つり球ビジュアルファンブック』一迅社、2012年8月31日発売。ISBN 978-4758012775。
- 『つり球オフィシャル ログ ブック』学研パブリッシング、2012年9月25日発売。ISBN 978-4054054875。

## アプリ
無料アプリとしてミニゲームの要素を備えた「つり球　AR釣り」「つり球 舞台めぐり」といったアプリケーションがモバイル端末（スマートフォン）用に配信。